# Liechtensteinische Industrie- und Handelskammer
Die Liechtensteinische Industrie- und Handelskammer (LIHK) ist ein privatrechtlicher Verein im Sinne von Art 246 ff. PGR. Sie ist seit 1947 die freiwillige Interessensvertretungen der grösseren liechtensteinischen Industriebetriebe, dreier Banken und einiger Dienstleistungsunternehmen.

## Allgemeines und Geschichte
Vor der Gründung der Liechtensteinische Industriekammer waren alle Betriebe in Liechtenstein Zwangsmitglieder in der Gewerbegenossenschaft. Die Verantwortlichen der Industriebetriebe sahen ihre Anliegen nicht ausreichend durch die Gewerbegenossenschaft vertreten. Die Statuten einer Industriekammer wurden bereits 1946 vom Juristen und Politiker Alois Vogt ausgearbeitet. Ein von der Regierung ausgearbeiteter Gesetzesentwurf für eine Industriekammer wurde am 30. August 1946 im Landtag erstmals behandelt. Am 18. Dezember 1946 erfolgte im Landtag die zweite Lesung. In der dritten Lesung am 27. Dezember 1946 wurde das Gesetz betreffend die Errichtung einer Industriekammer einstimmige im Landtag angenommen. Die Liechtensteinische Industriekammer wurde dann am 29. Januar 1947 im Waldhof in Vaduz als Liechtensteinische Industriekammer als Verein privaten Rechts gegründet. Damals waren nur Industriebetriebe Mitglieder. Der kleinste Mitgliedsbetrieb war 1947 die Fa. Obersohn (später: Celluba Celluloidwarenfabrik) in Schaan mit drei Mitarbeitern, der größte Mitgliedsbetrieb die Fa. Presta in Eschen mit damals 188 Mitarbeitern.
1980 wurde sie in Liechtensteinische Industrie- und Handelskammer umbenannt. Sie vertritt die Interessen von rund 40 liechtensteinischen Mitgliedsunternehmen.

## Aufgaben
Im Mittelpunkt der Aufgaben steht die Vertretung der Mitglieder durch aktive Mitgestaltung der wirtschaftlichen Rahmenbedingungen im Land. Dies wird durch Interessenvertretung, Beratungs- und Serviceleistungen für die Mitgliedsunternehmen erreicht.
Die LIHK will gemäss Eigendefinition (Webseite) einen aktiven Beitrag zur Entwicklung und Erhaltung von attraktiven Rahmenbedingungen und zur nachhaltigen Sicherung der Wettbewerbsfähigkeit des Wirtschaftsstandorts Liechtenstein leisten. Sie arbeitet bei der Erkennung und Entwicklung neuer Zukunftschancen und Möglichkeiten für den Wirtschaftsstandort mit.
Hauptaufgaben sind (Zitat aus der Webseite):
- Interessen der Mitgliedsunternehmen zu wahren und zu vertreten,
- eine gesunde Volkswirtschaft zu fördern,
- Fragen, die sich auf das Verhältnis zwischen Arbeitgebenden und Arbeitnehmenden und Lehrlingen beziehen, einheitlich zu behandeln und zu regeln,
- den Exporthandel zu fördern.

Seit 1949 werden von der LIHK auch Ursprungszeugnisse und ein Beglaubigungsdienst angeboten sowie in neuerer Zeit eine Plattform für Schiedsgerichte.
Für alle Industrie- und Dienstleistungsunternehmen, die Mitgliedsunternehmen sind, ist die LIHK, Arbeitgebervertreter.
Die Liechtensteinische Industrie- und Handelskammer hat den Sitz in Vaduz.

## Struktur der LIHK
Die Organisation der Liechtensteinische Industrie- und Handelskammer besteht aus einem Vorstand und einer Geschäftsführung. Daneben bestehen noch sechs Fachgruppen, fünf Arbeitsgruppen und ein Beirat (für Forschung und Technologie).

### Präsidenten
Präsidenten der LIHK seit der Gründung 1947:
- Gustav Ospelt, 1947 bis 1968, von der Fa. Hoval,
- Toni Hilti, 1968 bis 1989, von der Fa. Hilcona,
- Peter Frick, 1989 bis 2001, von der Fa. Hoval,
- Michael Hilti, 2001 bis 2007, von der Fa. Hilti,
- Klaus Risch, 2007 bis dato, von der Fa. Hilti.[4]

### AGIL
Die ArbeitsGruppe IndustrieLehre (AGIL) ist ein Gremium der Liechtensteinischen Industrie- und Handelskammer. Acht Ausbildungsverantwortliche aus LIHK-Mitgliedsunternehmen und die stellvertretende LIHK-Geschäftsführerin gründeten Ende 2002 diese Arbeitsgruppe. Ziel ist die Förderung des Lehrlingswesens in der Region.

## Finanzierung
Die Liechtensteinische Industrie- und Handelskammer finanziert sich weitgehend über Mitgliederbeiträge.